# Molophilus sepositus
Molophilus sepositus là một loài ruồi trong họ Limoniidae. Chúng phân bố ở miền Australasia.